# Wino kwiatowe
Wino kwiatowe – grupa win uzyskanych z ekstraktu ze świeżych lub suszonych kwiatów lub jedynie płatków z dodatkiem syropu cukrowego, soku z cytryny lub kwasu cytrynowego, drożdży i soli mineralnych – tzw. pożywki dla drożdży. Do produkcji tego typu win używa się kwiatów: mniszka lekarskiego, bławatka, akacji, czarnego bzu, lipy, jasnoty, pierwiosnka i koniczyny. 
Charakterystyczną cechą surowca jest znikoma zawartość kwasu i cukru. Proces produkcji opiera się na maceracji kwiatów, czyli ekstrahowaniu ich w osłodzonej wodzie podczas fermentacji. Zabieg maceracji wykonuje się zazwyczaj w ciągu kilku dni, po czym odcedza się ciecz i poddaje dalszej fermentacji. W przypadku wina uzyskanego z mniszka lekarskiego nie stosuje się maceracji lecz długotrwałe gotowanie płatków kwiatowych.